# Place Cardinal Mercier

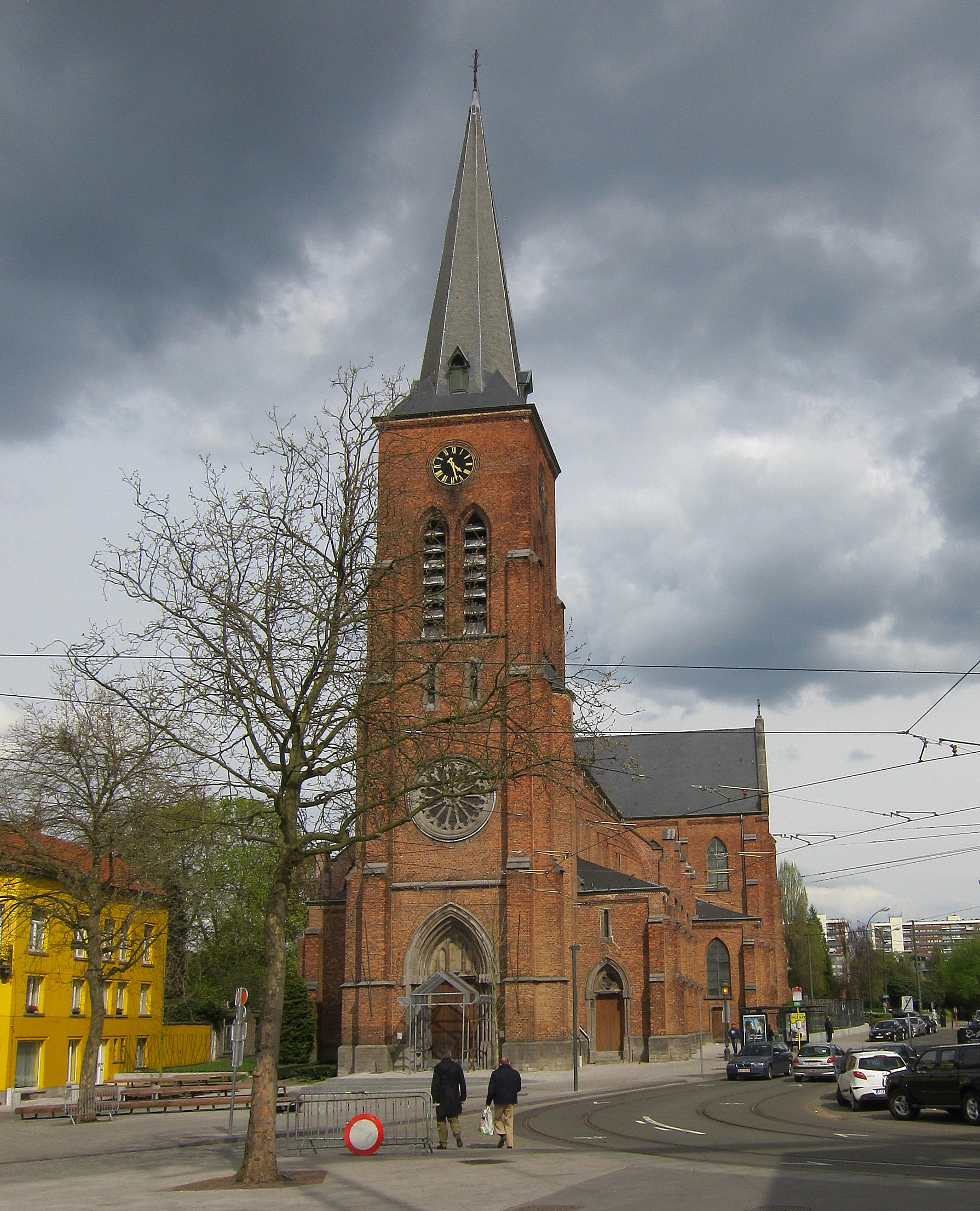
Place Cardinal Mercier

La place Cardinal Mercier (en néerlandais : Kardinaal Mercierplein) est une place bruxelloise de la commune de Jette, située à la jonction de l'avenue Secrétin et de la rue de l'Église Saint-Pierre. La rue Léon Theodor et la rue Henri Van Bortonne y aboutissent également. Elle a été récemment rénovée en un espace plus piétonnier destiné à être un lieu de rencontre pour des manifestations artistiques de plein air. 
Cette place porte le nom du cardinal Désiré-Joseph Mercier, né à Braine-l'Alleud le 22 novembre 1851 et décédé à Bruxelles le 23 janvier 1926.

## Adresses notables
- Gare de Jette
- n° 1 : Hôtel communal de Jette et commissariat de police
- n° 10 : Bibliothèque de Jette
- n° 23 : Façade latérale : Fresque de Hughes Renier composée de 79 panneaux d'un mètre de côté réalisés par la société Les Émailleries Belges.
- n° 30 : Welkom cafe, vieux cafe Bruxellois datant de 1920.
- Parc Garcet